# Jezgrina ovojnica
Jezgrina ovojnica je dvostruka membrana koja se sastoji od lipidnog dvosloja i koja okružuje jezgricu eukariotskih stanica, ograđujući genski materijal u jezgrici od citoplazmatskog prostora. U nju su dodane mnoge jezgrine pore, male rupice koje olakšavaju i reguliraju izmjenu tvari između jezgre i citoplazme. Za kontrolirani promet molekula zadužen je proteinski prsten anulus.
Ovojnica se sastoji od dvaju lipidnih dvosloja. Prvi je unutarnja jezgrina, a drugi je vanjska jezgrina ovojnica. Prostor između ovojnica nazivamo perinuklearni prostor, prostor koji je kontiguozan s lumenom (unutarnjošću) endoplazmatskog retikuluma. Obično je širok 20 - 40 nm.
Na mjestima gdje su jezgrine pore spajaju se vanjska i unutarnja jezgrina ovojnica.
Postojanje jezgrine ovojnice je jedna od osnovnih razlika između prokariotskih i eukariotskih organizama, jer samo eukariotski organizmi imaju jezgru ograđenu jezgrinom ovojnicom.

## Vanjske poveznice
- Repozitorij Fakulteta kemijskog inženjerstva i tehnologije u Zagrebu  Arhivirana inačica izvorne stranice od 25. ožujka 2017. (Wayback Machine) Jezgra i organizacija nasljedne tvari, slajd 4